# Quentin Beck (Universo Cinematográfico Marvel)
Quentin Beck é um personagem fictício do Universo Cinematográfico Marvel retratado por Jake Gyllenhaal nos filmes Spider-Man: Far From Home (2019) e Spider-Man: No Way Home (2021), é um super vilão conhecido pelo seu alter ego Mysterio. Beck era funcionário da Stark Industries, inventou uma tecnologia holográfica e Tony Stark roubou sua ideia, Stark demitiu Beck em seguida. Quentin então reuniu ex-funcionários da Stark para atuar como um super-herói chamado Mysterio, reutilizando da tecnologia holográfica para fazer super vilões fictícios super realistas conhecido como os Elementais (ver vilões). Beck se encontrou com Skrulls disfarçados de agentes da S.H.I.E.L.D. e pediu ajuda a Peter Parker / Homem-Aranha para deter os Elementais, Parker acaba sem querer descobrindo a verdade sobre Mysterio e se torna inimigo de Quentin, que acaba se tornando um vilão.

## Biografia fictícia
Quentin Beck nasceu nos Estados Unidos, foi funcionário das Indústrias Stark em 2016, onde inventou uma tecnologia holográfica que criava uma imagem 3D superrealista, Tony Stark acabou roubando sua tecnologia e não deu créditos a Beck, o demitindo em seguida. Em 2024, Beck reuniu ex-funcionários da Stark que foram demitidos pelo mesmo motivo e se reutilizando da tecnologia criada por Beck, criaram um super-herói chamado Mysterio que enfrentaria super vilões que ameaçariam o mundo. Beck então entrou em contato com Skrulls disfarçados de agentes da S.H.I.E.L.D. para conseguir confiança de Peter Parker / Homem-Aranha, que havia recebido um óculos tecnológico chamado Edith de Tony Stark após sua morte. Parker e Beck lutam contra vários vilões em vários pontos da Europa, Michelle Jones (MJ), o interesse romântico de Parker, pega um drone sem querer abatido por Peter e leva para casa. Na mesma noite, Peter se abre para MJ, revelando ser o Homem-Aranha, MJ então mostra o drone e os dois descobrem que o Mysterio é uma farça. Beck ataca Parker até que o Homem-Aranha é levado para a Holanda após ser abatido por um trem. Mysterio decide fazer uma última ilusão em Londres, Reino Unido, além de tentar matar os amigos de classe de Parker que estavam indo para Londres. Parker consegue impedir o vilão de matar seus amigos e os civis, Beck acaba morrendo na Ponte de Londres após um drone atirar em seu peito. Uma semana depois, a equipe de Beck solta um vídeo feito com a tecnologia dos drones onde mostrava Beck em seus últimos momentos de vida, Quentin dizia que o Homem-Aranha havia trazido os drones para matar ele com tecnologia das Indústrias Stark. No final do vídeo, Beck revela que Peter Parker é o Homem-Aranha.